# Hockey sous glace
Ne doit pas être confondu avec Hockey subaquatique.
Le Hockey sous glace est un sport peu pratiqué et très dangereux, qui consiste à jouer au hockey en apnée dans des lacs gelés.

## Historique
L'apnéiste Christian Redl invente le sport après avoir battu un record du monde de plongée sous glace.

## Caractéristiques
Le terrain fait environ 3 mètres de large pour 6 de long et chaque côté a une cage de but. Les joueurs évoluent en apnée. Ils avancent en nageant sur le dos, le ventre collé à la glace. Ils sont équipés d'une combinaison de plongée, de palmes, d'un masque, d'un tuba et d'une crosse.
Le palet, en polystyrène, flotte et est donc en permanence collé à la glace surfacique. Les joueurs essaient de pousser le palet dans les buts, également sous la glace.
Les équipes sont composées de 2 joueurs, qui se relaient pour pousser le palet. Après un but, tout le monde sort de l'eau pour respirer. Chaque joueur fait des apnées de 30 secondes en moyenne, avant de rejoindre le trou dans la glace qui lui permet de retrouver l'air de la surface.

## Compétitions
La première coupe du monde de hockey sous glace se tient dans le lac Weissensee en Autriche en février 2007. Elle se tient aussi en Autriche en 2013; il est à nouveau remporté par l'Autriche, devant l'Allemagne.
Un match est divisé en trois tiers-temps, avec dix minutes de pause entre chaque étape.

## Danger
La plongée sous glace est très dangereuse parce que les joueurs ne peuvent pas sortir de l'eau pour respirer en dehors de quelques trous formés dans la glace. Ces trous sont formés artificiellement avant la compétition.